# Ion Timofte
Ion Timofte est un footballeur roumain né le 16 décembre 1967 à Anina. Il évolue au poste d'ailier de la fin des années 1980 au début des années 2000.
Il dispute 215 matchs et inscrit 61 buts en Championnat du Portugal. Il remporte deux titres de champion du Portugal avec le FC Porto et atteint la demi-finale de la Ligue des champions en 1994 .

## Statistiques
| Saison    | Club                  | Montant | Division | Matches | Buts |
| --------- | --------------------- | ------- | -------- | ------- | ---- |
| 1988-1989 | Minerul Anina         |         | III      |         |      |
| 1988-1989 | FCM Reșița            |         | II       |         |      |
| 1989-1990 | Politehnica Timișoara |         | I        | 32      | 9    |
| 1990-1991 | Politehnica Timișoara |         | I        | 33      | 10   |
| 1991-1992 | FC Porto              |         | I        | 25      | 9    |
| 1992-1993 | FC Porto              |         | I        | 23      | 11   |
| 1993-1994 | FC Porto              |         | I        | 21      | 4    |
| 1994-1995 | Boavista FC           |         | I        | 24      | 4    |
| 1995-1996 | Boavista FC           |         | I        | 24      | 7    |
| 1996-1997 | Boavista FC           |         | I        | 19      | 1    |
| 1997-1998 | Boavista FC           |         | I        | 31      | 10   |
| 1998-1999 | Boavista FC           |         | I        | 32      | 15   |
| 1999-2000 | Boavista FC           |         | I        | 16      | 0    |

## Palmarès
- 10 sélections et 1 but avec l'équipe de Roumanie entre 1991 et 1995
- Champion du Portugal en 1992 et 1993 avec le FC Porto
- Vainqueur de la Coupe du Portugal en 1994 avec le FC Porto et en 1997 avec Boavista
- Vainqueur de la Supercoupe du Portugal en 1991 et 1993 avec le FC Porto et en 1997 avec Boavista